# فاسيلي إجناتنكو
فاسيلي إيفانوفيتش إجناتنكو (13 مارس 1961– 13 مايو 1986، (بالأوكرانية: Василь Іванович Ігнатенко)‏; (بالبيلاروسية: Васіль Іванавіч Ігнаценка)‏; (بالروسية: Василий Иванович Игнатенко)‏ رجل إطفاء سوفييتي كان من أوائل المستجيبين في موقع كارثة محطة تشيرنوبل للطاقة النووية، ليلة 26 أبريل 1986.

## كارثة تشيرنوبل
كان إجناتنكو من بين رجال الإطفاء الذين اقتربوا من قلب المفاعل المكشوف لمحاولة اطفاء الحرائق علي سطح محطة الطاقة النووية وفي قاعة المفاعل نفسها. بعد أن امتص جرعة كبيرة ومميتة تقريبا من الإشعاع، تقدر بنحو 1600 رونتجن (14 جراي)، سرعان ما بدأ يظهر علية متلازمة الإشعاع الحادة شديدة الخطورة. بعد أن أقام فترة قصيرة في مستشفى مدينة بريبيات، في يوم وقوع الحادث، تم نقلة إلي المستشفى رقم 6 في موسكو، وهو هيكل تديرة الدولة متخصص في البيولوجيا الإشعاعية وحوادث الإشعاع. انضمت إلية زوجته لودميلا، التي ظلت بجانبه وشاهدت المعاناة المؤلمة لزوجها والضحايا الآخرين المتضررين. في 13 مايو 1986، توفي إجناتنكو بعد أسبوعين من الحادث، بسبب مضاعفات اشعاعية حادة شديدة الخطورة.
تم وضع إجناتنكو للراحة في مقبرة متينسكو مع أخرين في موسكو. أول المستجيبين والعاملين في المصنع، هم الذين لقوا حتفهم في هذه الكارثة (تشيرنوبل). مثل الضحايا الآخرين من الأعراض الإشعاعية الخطيرة، قيل أنه دفن في تابوت مختوم بالزنك وفي درع خرساني، بسبب المخاوف من أن النشاط الإشعاعي قد يتسرب ويتسبب في تلوث الأسطح.. كانت أرملته لودميلا حامل في شهرها السابع. دخلت المخاض بعد شهرين من وفاته، بينما كانت تزور قبر زوجها في مصنع موسكو للأسمنت، وأنجبت ابنة، كان إجناتنكو يرغب في تسميتة ناتاشينكا.
توفيت الطفلة بعد أربع ساعات فقط من ولادتها، وذلك بسبب التشوهات الخلقية في القلب وتليف الكبد. ذكرت ليودميلا أن هذه المشكلات كانت ناجمة عن الإشعاعات المنبعثة من جثة زوجها المتوفي، والتي تعرضت لها أثناء رعايتها له في المستشفى. ومع ذلك، نفى الطبيب روبرت بيتر غيل ذلك، في عام 2019، لأن ضحايا تشيرنوبل لم تكن أجسامهم مشعة، فهو عالم أمراض الدم الأمريكي الذي شارك مباشرة في علاج ضحايا تشيرنوبل الإشعاعات النووية الخطيرة. في عام 2006، حصل بعد وفاته على لقب بطل أوكرانيا، وهي أعلى جائزة وطنية في البلاد.
رُوِّيت قصة إجناتنكو من قبل أرملته في أصوات من تشيرنوبل لسفيتلانا أليكسييفيتش. أصبح مصدر إلهام للقصة ذات الصلة في المسلسل القصير التابع لشبكة قنوات إتش بي أو 2019 تشيرنوبل. قام الممثل البريطاني آدم ناجايتيس بتصوير فاسيلي إجناتنكو وزوجته بواسطة الممثلة الأيرلندية جيسي باكلي.

## الجوائز
- حصل على لقب بطل أوكرانيا في عام 2006.[7]

## وصلات خارجية
- زيارة داخل موقع تشيرنوبل عام 2016.